# Jeziora Uściwierskie
Jeziora Uściwierskie este o arie protejată (sit de importanță comunitară — SCI) din Polonia întinsă pe o suprafață de 2.065,57 ha, integral pe uscat.

## Localizare
Centrul sitului Jeziora Uściwierskie este situat la coordonatele 51°21′54″N 23°06′37″E / 51.365°N 23.1104°E.

## Înființare
Situl Jeziora Uściwierskie a fost declarat sit de importanță comunitară în aprilie 2004 pentru a proteja 1 specie de plante și 10 specii de animale.

## Biodiversitate
Situată în ecoregiunea continentală, aria protejată conține 10 habitate naturale: Ape puternic oligomezotrofe cu vegetație bentonică cu Chara spp., Lacuri eutrofice naturale cu vegetație de tip Magnopotamion sau Hydrocharition, Lacuri și iazuri distrofice naturale, Pajiști cu Molinia pe soluri calcaroase, turboase sau argilos-nămoloase (Molinion caeruleae), Liziere de ierburi înalte hidrofile de câmpie și de nivel montan până la alpin, Fânețe de joasă altitudine (Alopecurus pratensis, Sanguisorba officinalis), Turbării active, Mlaștini turboase de tranziție și turbării mișcătoare, Mlaștini alcaline, Mlaștini împădurite.
La baza desemnării sitului se află mai multe specii protejate:
- plante (1): Caldesia parnassifolia
- amfibieni (1): buhai de baltă cu burta roșie (Bombina bombina)
- mamifere (2): castor (Castor fiber), vidră de râu (Lutra lutra)
- nevertebrate (3): fluturele purpuriu (Lycaena dispar), Phengaris nausithous, Phengaris teleius
- pești (4): zvârluga (Cobitis taenia), țipar (Misgurnus fossilis), boarță (Rhodeus amarus), Rhynchocypris percnurus